# 10745 Arnstadt
10745 Arnstadt è un asteroide della fascia principale. Scoperto nel 1989, presenta un'orbita caratterizzata da un semiasse maggiore pari a 3,1646996 UA e da un'eccentricità di 0,0212773, inclinata di 8,37663° rispetto all'eclittica.